# Niewidzialna ściana

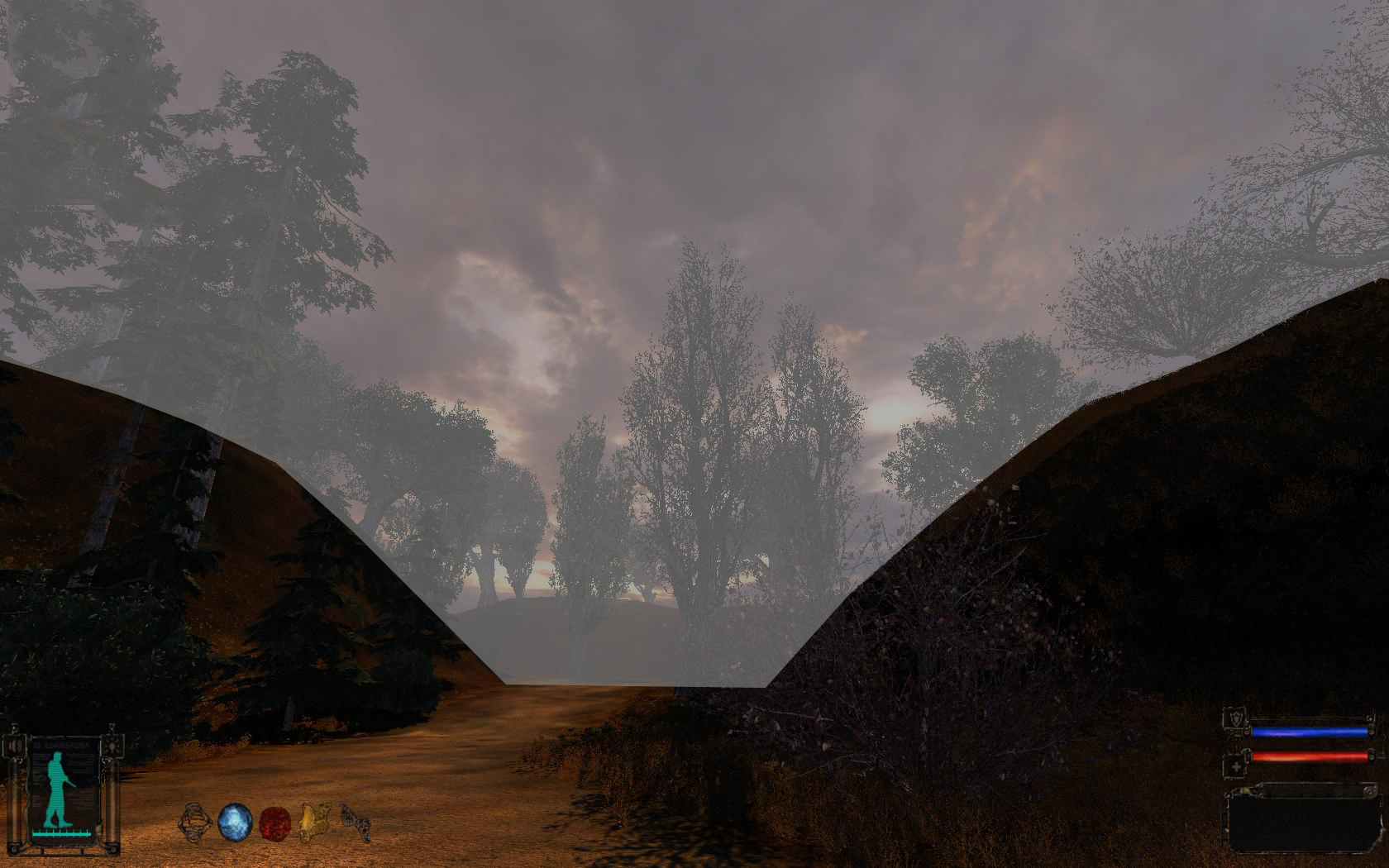
Niewidzialna ściana (symbolizowana przez jaśniejszy obszar) jest niewidoczna dla gracza, często jednak widać to, co znajduje się za nią, co ma sprawić wrażenie, że obszar gry jest większy niż w rzeczywistości

Niewidzialna ściana – pojawiająca się w grach komputerowych niemająca materialnego kształtu granica obszaru, który zwiedzić może postać gracza. Termin ten używany bywa również w odniesieniu do widzialnych przeszkód, takich jak np. niewielka skała albo niewysokie ogrodzenie, niemożliwych do przekroczenia ze względu na niezaimplementowanie do gry możliwości skakania.
W grach dwuwymiarowych niewidzialną ścianą może być brzeg ekranu, uniemożliwiający postaci przejście przez niego. W grach trójwymiarowych niewidzialne ściany spełniają podobne zadanie co w dwuwymiarowych, preferowane jest jednak korzystanie z widzialnych granic, takich jak np. góry albo wysoki mur. Niewidzialne ściany traktowane bywają jako błędy projektu poziomów i mogą być pozostałościami wcześniejszej wersji lokacji lub niepoprawnie rozmieszczonymi hitboksami. Niewidzialna ściana może być jednak również elementem zamierzonym przez twórców, umieszczonym np. na brzegu urwiska, co uniemożliwi postaci spadnięcie, albo na granicach otwartych światów, mającymi sprawiać wrażenie, że są one większe niż w rzeczywistości.
Niewidzialne ściany mogą powodować rozbieżności pomiędzy logiką gry jako programu a logiką przedstawionego w niej świata. Logika programu mówi, że gracz nie może przekroczyć niewidzialnej ściany, logika świata gry nie wyjaśnia jednak, dlaczego tak się dzieje, co przyczynia się do zmniejszenia realizmu świata przedstawionego. Z tego też powodu niewidzialne ściany są często ostro krytykowane za psucie immersji, jednak według niektórych są potrzebne, ponieważ pomagają zachować „sceniczność” gry, wpływając tym samym na pogłębienie doświadczeń z niej płynących.
Nowsze sposoby zniechęcania gracza do opuszczenia obszaru, takie jak np. umieszczenie przed niewidzialną ścianą niemożliwego do pokonania przeciwnika, uznawane są za rozwiązanie optymalne, pozwalające zachować „sceniczność” gry. W takim przypadku gracz może czuć się wynagrodzony, ponieważ twórcy przewidzieli, że ktoś zada sobie trud odnalezienia takiego miejsca, postarali się jednak o logiczne wytłumaczenie tego, dlaczego nie może iść dalej.

## Przechodzenie przez ściany
Błędy programu bądź korzystanie z cheatów, takich jak chociażby kody, może prowadzić do tego, że widzialną bądź niewidzialną przeszkodę da się przekroczyć. Jeżeli graczowi uda się przez nią przejść, trafi do obszaru, w którym nie powinien się znaleźć. Najczęściej jest on całkowicie pusty, w niektórych grach jednak zawiera lokacje usunięte z finalnej wersji produktu. Widzialne i niewidzialne ściany ustawiane są w grach po to, żeby uniemożliwić graczowi dostęp do takiego obszaru.